# Atlit
Atlit (hebräisch עתלית [at'lit]) ist eine kleine landwirtschaftlich geprägte Ortschaft südlich von Haifa an der israelischen Mittelmeerküste. Die Ortschaft wurde 1903 auf Grundbesitz von Baron Edmond de Rothschild gegründet. Sie hatte im Jahr 2018 8047 Einwohner. Atlit hatte von 1950 bis 2004 den Status eines Lokalverbands.

## Geographie
Atlit liegt an der Karmelküste am Fuße des Karmelgebirges; in der unmittelbaren Umgebung befinden sich die Kibbuzim Neve Jam und En Karmel. Das Künstlerdorf En Hod liegt nur wenige Kilometer entfernt.

## Geschichte

### Prähistorische Besiedlung
Bei Atlit bestand im Präkeramischen Neolithikum eine Fischersiedlung, der die Archäologen den Namen Atlit-Yam gegeben haben.
Als um 7.000 v. Chr. der Küstenstreifen vom Meer überflutet wurde, gaben die Bewohner ihre Siedlung auf. Die Archäologen sind uneins, ob dies durch den langsam steigenden Meeresspiegel infolge abschmelzender Eismassen am Ende der Eiszeit erfolgte oder durch plötzliche Ereignisse, zum Beispiel durch Tsunamis wie den Ätna-Tsunami. Heute liegt das Gebiet ca. 300 Meter vor der Küste in etwa 10 Meter Wassertiefe.
In Atlit-Yam fanden umfangreiche Unterwasserausgrabungen statt, die eine riesige Menge extrem gut erhaltener Siedlungsfunde aus der Zeit von 8180 bis 7550 Jahren v. Chr. zu Tage förderten. Zu den Siedlungsresten gehören der weltweit älteste bislang ergrabene Brunnen und ein Ritualplatz mit Altären sowie einem Steinkreis, der an die Bauten der Megalithkulturen erinnert. Die Funde werden dem Präkeramischen Neolithikum B zugeordnet. Innerhalb eines Fundortes dokumentieren sie den Übergang von der ersten Sesshaftwerdung bis zur Domestizierung von Haus- und Nutztieren und einem florierenden Ackerbau. Neben zahllosen Knochen von Schwein, Schaf, Ziege, Hund u. v. m. wurden landwirtschaftliche Erzeugnisse wie Linsen und Flachs sowie vor Ort durch Hybridisierung entstandene Getreidesorten gefunden. Die Auswertung der zahlreichen Skelettfunde ermöglichte Rückschlüsse auf die Lebensumstände. So weisen Abnutzungsspuren an den Skeletten ebenso wie Knochen von Tiefseefischen im Fundhorizont darauf hin, dass die Bewohner der Siedlung bereits das Meer befuhren und von Booten aus Fischerei betrieben. Auch Krankheitsbilder wie Malaria und Tuberkulose konnten an den Verstorbenen nachgewiesen werden. Ferner fanden sich Hinweise auf einen Ahnenkult: An erhöhter Stelle waren drei mit Lehm übermodellierte Schädel deponiert, in deren Augenhöhlen wie bei den Schädeln von Jericho Meeresschnecken eingelassen waren.

### Kreuzfahrerzitadelle
Die Ruinen des Château Pèlerin – einst eine der größten Kreuzfahrerfestungen im Heiligen Land und die letzte, welche Baibars widerstand – sind immer noch an der Küste bei Atlit sichtbar. Weiter landeinwärts finden sich die Ruinen der älteren Burg Le Destroit.

### Atlit in jüngerer Zeit
Im Jahre 1909 gründete der Botaniker Aaron Aaronsohn aus Zichron Ja’akow eine landwirtschaftliche Versuchsstation. Aaronsohn war einer der Gründer des Spionagerings NILI, der die Briten während des Ersten Weltkrieges gegen die Türken unterstützte. Die Versuchsstation diente der Tarnung und wurde als Vermittlungsstelle zu britischen Kriegsschiffen genutzt. 1917 wurde das Netz aufgedeckt, als zufällig eine Brieftaube abgefangen wurde.
Während des Zweiten Weltkriegs errichtete Großbritannien das Flüchtlingslager von Atlit, in welchem die Behörden illegale jüdische Einwanderer nach Palästina internierten. Gitta Horowitz Fajerstein-Walchirk, die 1945 von Basri kommend in Atlit interniert wurde, beschrieb die Situation im Lager so:

„Es gab Baracken und riesige Zelte. Das Essen, die Baracken, die Latrinen und die Waschanlagen fühlten sich an wie ein Konzentrationslager. Wir wurden nie geschlagen oder so, aber es war ziemlich schlimm. Wir waren noch nie in einem Lager gewesen, und jetzt waren wir hier, nach all dem!“

Am 10. Oktober 1945 befreite die Hagana in einer von Jitzchak Rabin geplanten Aktion die Internierten.
Im Zuge der Operation Magic Carpet wurden 1949/1950 aus dem Jemen ausgeflogene jemenitische Juden vorerst in einem Lager in Atlit untergebracht.
In Atlit befindet sich das Hauptquartier der Spezialeinheit Schajetet 13, der Kampfschwimmer der Israelischen Marine.